# Staatliche Feuerwehrschule Würzburg
Die Staatliche Feuerwehrschule Würzburg (SFSW) besteht seit dem Jahr 1949 und ist eine von drei Landesfeuerwehrschulen in Bayern.

## Allgemein

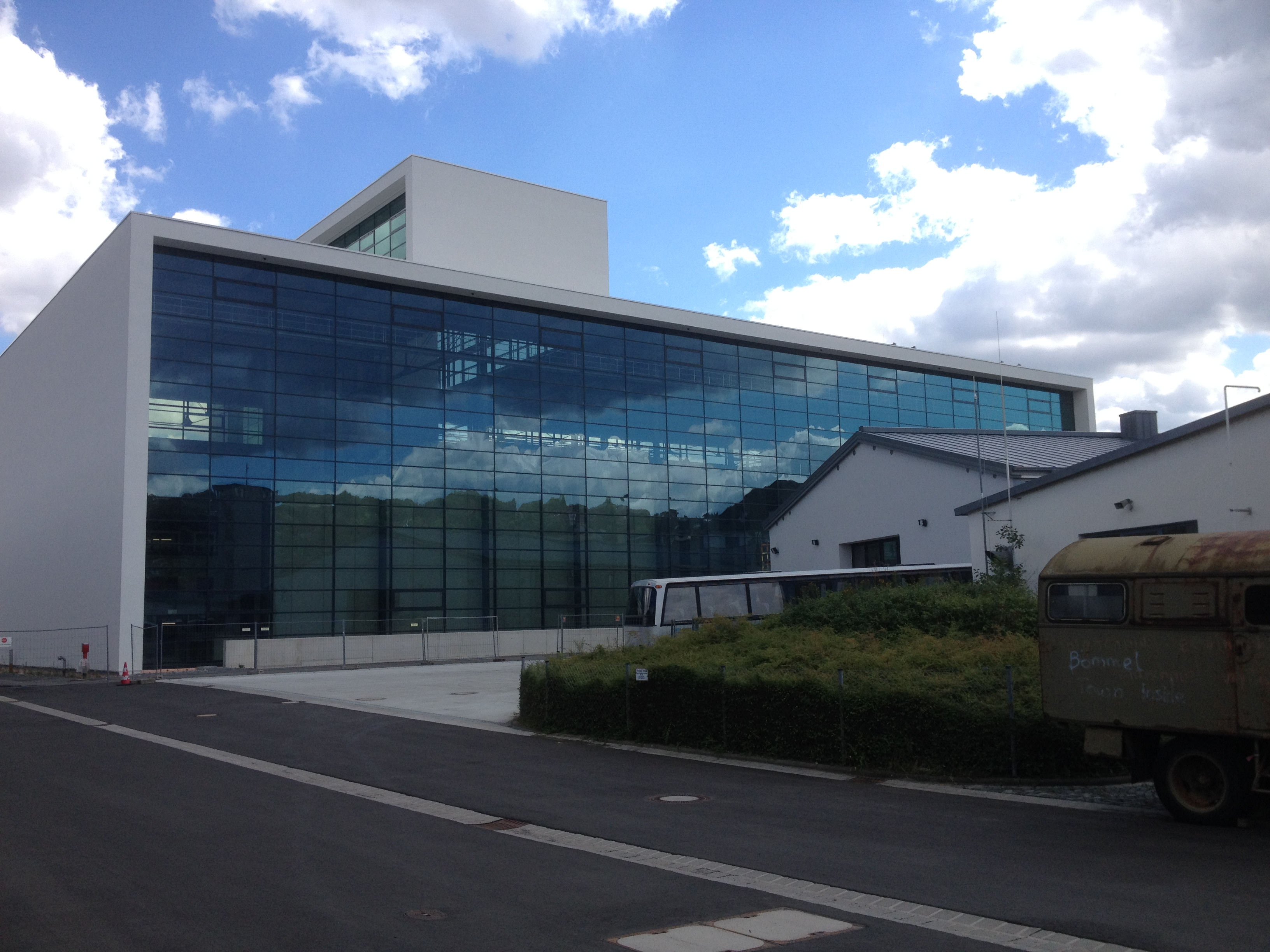
Staatliche Feuerwehrschule Würzburg – Übungshalle (Ansicht vom Innenhof)

Die Einrichtung befindet sich seit 1954 im Würzburger Stadtteil Zellerau. Für Übungs- und Ausbildungszwecke verfügt die staatliche Feuerwehrschule Würzburg über einen eigenen Fuhrpark.

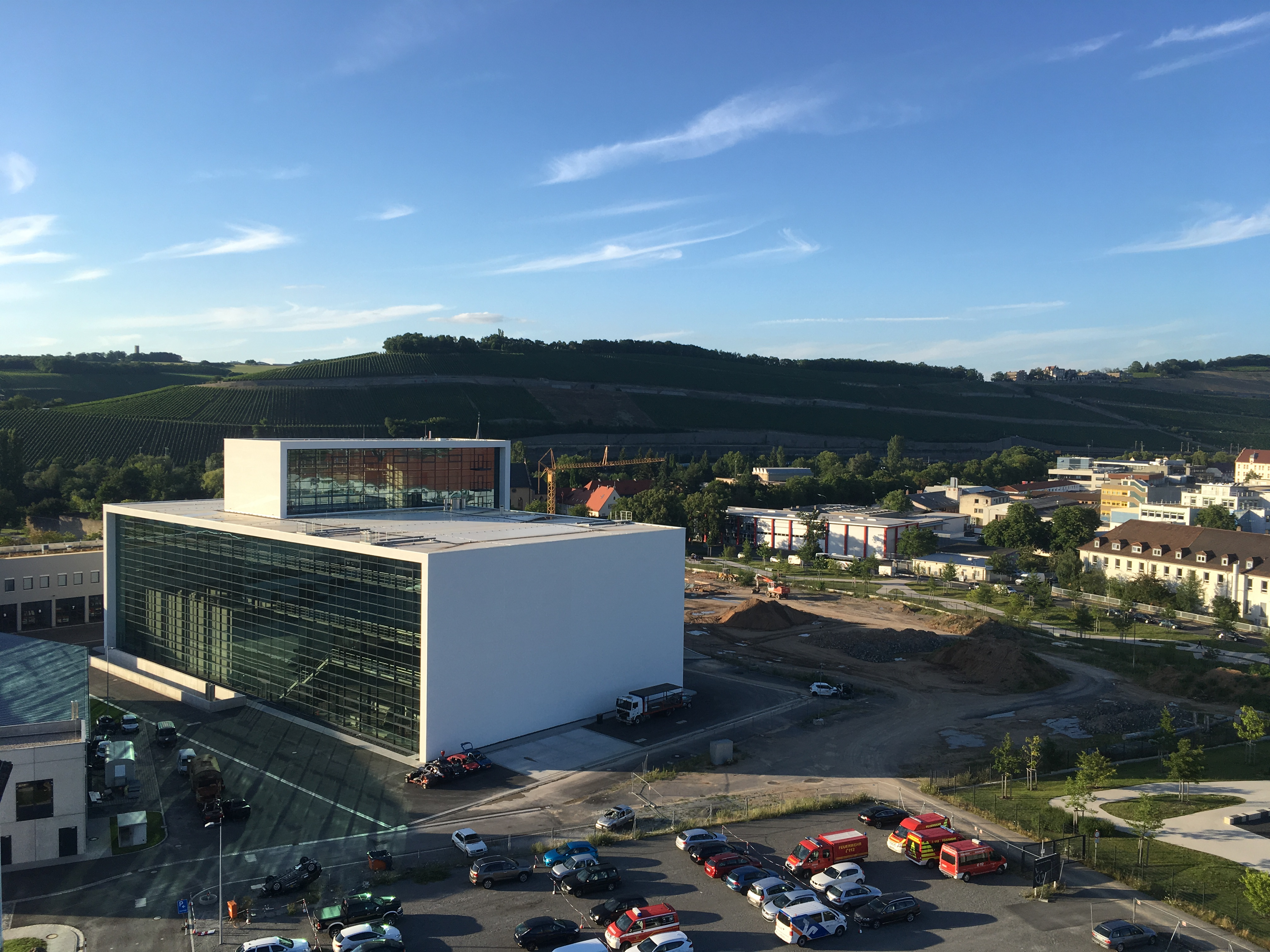
Staatliche Feuerwehrschule Würzburg – Übungshalle

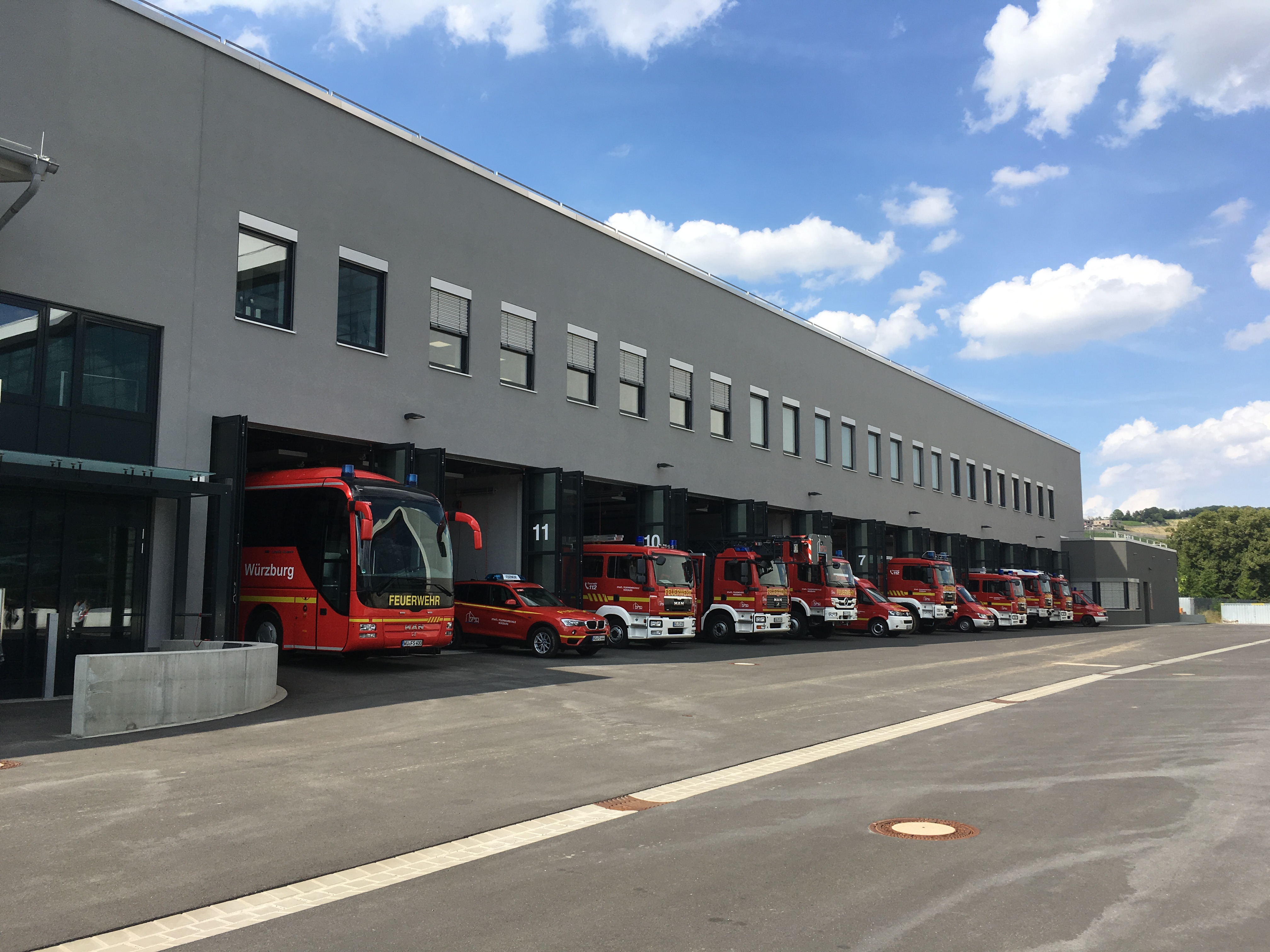
Staatliche Feuerwehrschule Würzburg – Gebäude F (Feuerwache)

Jährlich werden ca. 290 Lehrgänge und Seminare durchgeführt, bei denen ca. 6.500 Feuerwehrmänner und -frauen geschult werden. Die Themen der Lehrgänge umfassen Führungsaufgaben, Einsatztaktik, die Bedienung und Wartung von Fahrzeugen und Geräten, sowie eine Vorbereitung auf die Ausbildertätigkeit in den Ortsfeuerwehren. Darüber hinaus gibt die Staatliche Feuerwehrschule Würzburg sämtliche Lehr- und Lernmittel für die bayerischen Feuerwehren heraus.

## Geschichte
Die Schule wurde am 5. September 1949 offiziell gegründet. Bis dahin stand für die Feuerwehrausbildung in ganz Bayern nur die Landesfeuerwehrschule in Regensburg zur Verfügung. Daher wurde 1948 beschlossen, eine Feuerwehrschule in Unterfranken zu eröffnen. Die Räumlichkeiten für die Würzburger Feuerwehrschule wurden damals kostenlos vom Firechief der US-Feuerwehr zur Verfügung gestellt und befanden sich in einem großen, 1887/1888 erbauten Backsteingebäude in der Faulenberg-Kaserne unmittelbar an der Nürnberger Straße. Die Räumlichkeiten in dem nachträglich verputztem Gebäude wurden hierzu umgebaut und renoviert, die US-Armee stellte außerdem einen Teil ihres Grundstückes im Außenbereich zur Verfügung. Es wurden zwei Lehrgangsarten durchgeführt: Lehrgang „Maschinist“ und Lehrgang „Löschmeister“. 1950 erfolgte die endgültige Genehmigung der Würzburger Schule.
1952 kündigte die US-Armee jedoch den Mietvertrag. Es folgte die Suche nach einem geeigneten neuen Grundstück. Schließlich wurde im gleichen Jahr das jetzige Gelände an der Mainaustraße in der Zellerau erworben. Bis 1954 wurden neue Schulgebäude errichtet. Bereits während der Planungsphase und während der Bauzeit wurde kurzfristig eine „fahrende Feuerwehrschule“ zur Überbrückung eingerichtet. Mit einem LF 15 fuhr das Personal über Land und führte Schulungen in den Landkreisen durch.
Sowohl der Gebäudebestand als auch das Grundstück selbst wurden in den Folgejahren kontinuierlich erweitert. Das Schulgebäude wurde erweitert, es entstanden Fahrzeughallen, Übungshalle und 1965 ein Personalgebäude. Letzteres wurde 1977 aufgestockt und mit dem Schulgebäude verbunden. 1989 wurde an der Mainaustraße in Richtung Main ein Erweiterungsbau errichtet, der neben zusätzlichen Fahrzeughallen und Lehrsälen auch ein großes Atemschutzübungszentrum (mit Atemschutzteststrecke) beherbergt. 1996 erfolgten auf dem Grundstück der ehemaligen Hindenburg-Kaserne weitere Bautätigkeiten.
Im Jahr 2000 wurde am Eingangsbereich zur Feuerwehrschule an der Mainaustraße das erste Brandhaus Bayerns eingeweiht. Es handelt sich dabei um eine Anlage, in der verschiedene Brandszenarien abgespielt werden können. Vier Jahre später wurde an die Weißenburgstraße angrenzend außerdem ein modernes Wirtschaftsgebäude in Betrieb genommen.
Im Oktober 2012 erfolgte der Spatenstich für einen schuleigenen Bootshafen am Main. Der neue Bootshafen wurde am 16. Mai 2014 offiziell eingeweiht. Am 25. Juli 2013 war der Spatenstich für eine neue, 30 Meter hohe Übungshalle. Zusammen mit einer neuen Feuerwache mit zwölf Stellplätzen und einer Energiezentrale konnte die neue Übungshalle am 3. November 2016 eingeweiht werden. Der Freistaat Bayern investierte in diese drei Objekte insgesamt 29,5 Mio. EUR.
Im Oktober 2024 erfolgte die Einweihung eines neuen Übungsgeländes und einer weiteren Unterkunft.